# Apatura lusitanica
Apatura lusitanica är en fjärilsart som beskrevs av Da Silva Cruz och Gonçalves 1943. Apatura lusitanica ingår i släktet Apatura och familjen praktfjärilar. Inga underarter finns listade i Catalogue of Life.